# 杨宗寺
杨宗寺，位于中国青海省海东市乐都区中坝乡，为第五批青海省文物保护单位，公布日期为1988年9月15日，类型为古建筑。
杨宗寺的历史年代为唐。